# جون مورو روب
جون مورو روب هو سياسي كندي، ولد في 4 يوليو 1876، وتوفي في 11 ديسمبر 1942 في كندا. حزبياً، نشط في حزب أونتاريو المحافظ التقدمي. وقد انتخب عضو برلمان مقاطعة أونتاريو.